# Степок (Чудновский район)
Степок (укр. Степок) — село на Украине, находится в Чудновском районе Житомирской области.
Код КОАТУУ — 1825882805. Население по переписи 2001 года составляет 166 человек. Почтовый индекс — 13256. Телефонный код — 4139. Занимает площадь 0,588 км².

## Адрес местного совета
13256, Житомирская область, Чудновский р-н, с. Жеребки, ул. 50-летия Октября, 1